# Каменный (Большой, Верхнедонской район)
Каменный (Каменный Большой) — хутор в Верхнедонском районе Ростовской области.
Входит в Шумилинское сельское поселение.

## География
На хуторе имеется одна улица: Каменная. В 2,5 км к югу находится одноимённый хутор Каменный (Малый).

## Население
| 1989 | 2002 | 2010 |
| ---- | ---- | ---- |
| 146  | ↘82  | ↘33  |

Население хутора в 2010 году составляло 33 человека

### Известные уроженцы
- Анистратов, Василий Романович (1923—1999) — полный кавалер ордена Славы.